# Ван, Джексон
Джексон Ван (иер. 王嘉爾, кант.-рус. Вон Каи, кит.-рус. Ван Цзяэр; англ. Jackson Wang, род. 28 марта 1994 года) —гонконгский рэпер, певец и автор песен. После карьеры фехтовальщика он присоединился к южнокорейской бойз-группе GOT7, которая дебютировала под лейблом JYP Entertainment в 2014 году. В 2017 году он основал китайский звукозаписывающий лейбл Team Wang, занимая должность креативного директора и ведущего дизайнера его дочернего модного бренда Team Wang Design. Джексон выпустил свой первый сольный альбом Mirrors в 2019 году, который достиг 32-го места в американском чарте Billboard 200, за которым последовал его второй альбом Magic Man, выпущенный в 2022 году, который достиг 15-го места. В 2021 году Джексон покинул JYP Entertainment и основал китайскую хип-хоп группу Panthepack под руководством Team Wang.
Джексон был включен в список Forbes China Celebrity 100 и занял 10-е место в 2021 году. У Джексона самое большое количество подписчиков в Instagram среди китайских знаменитостей - 32,2 миллиона по состоянию на май 2023 года.

## Биография
Джексон родился 28 марта 1994 года в Гонконге. Он является вторым ребёнком в семье. Его старший брат в данный момент проживает в Австралии со своей семьёй. Его отец, Ван Жуйцзи, был членом китайской национальной команды по фехтованию и золотым медалистом Азиатских игр. Его мать, Чжоу Пин, была олимпийской гимнасткой из Шанхая. В возрасте 6 лет Джексон пошел по стопам своей матери, начав заниматься гимнастикой. В 2003 году Джексон выиграл чемпионат Гонконга по гимнастике (в категории смешанные пары) в возрасте 9 лет. В возрасте 10 лет он проходил отбор в национальную сборную по гимнастике.
В 2006 году Джексон выиграл золотую медаль в национальном чемпионате по фехтованию в младшей возрастной категории (кадеты). В 2008 Джексон представлял Гонконг на Всемирном турнире молодёжи в Италии в первый раз.
В 2009 году Кайе получил золотую медаль на Чемпионате Азии среди юниоров и кадетов. В 2010 Джексон получил серебряную медаль (в индивидуальном первенстве) и золотую медаль (в командном) на чемпионате страны среди кадетов. Также взял 5-е место на Кубке-сателлите в Дании (январь 2010), 3-е место (в индивидуальном первенстве) и второе место (в команде) в категории кадетов; 7-е место (индивидуальное первенство) и 3-е место (в команде) в категории юниоров на Азиатском чемпионате по фехтованию среди юниоров и кадетов, прошедшем на Филиппинах в январе 2010. 1-е место на мировом первенстве по фехтованию среди юниоров и кадетов, прошедшем в рамках Юношеских Олимпийских Игр в Сингапуре в августе 2010 года.
В 2010 году на прослушивании JYPE в Гонконге выиграл первое место среди более 2000 кандидатов. Перед ним и его семьёй встал выбор между карьерой фехтовальщика и туманным будущим стажёра в JYPE. До этого отец Джексона хотел, чтобы тот продолжал заниматься фехтованием, а позже поступил на учебу в США. Матери же не хотелось, чтобы Джексон жил в Корее совсем один и упустил шанс обучения в Стэнфорде.
В марте 2011 Джексон выиграл две золотых медали в индивидуальном и групповом турнире на Чемпионате Азии среди юниоров и кадетов в Таиланде, несмотря на травму лодыжки за день до соревнований. В течение трёх месяцев после этого он продолжал плотно готовиться к Олимпийским играм 2012 года в Лондоне, имея долгосрочную цель попасть на Олимпиаду 2016 года в Рио-де-Жанейро.
В интервью, вышедшем в первых числах июля 2011 года, Джексон, названный «выдающимся спортсменом Гонконга», ставил цель попасть на Олимпиаду-2016. Но в конце интервью он добавил: «В мире нет ничего невозможного, случиться может всё».
3 июля 2011 года Джексон официально ступил на корейскую землю. 13 сентября 2013 года, Джексон и некоторые другие стажёры выступили на соревновании между стажёрами YG и JYP на шоу Who is next. Участники от JYP, включая самого Джексона, заинтересовали публику, в особенности к-поперов.
16 января 2014 года Джексон дебютировал в качестве рэпера корейского бойз-бенда GOT7.

## Карьера
Дебют Джексона в составе GOT7 состоялся 16 января 2014 года с синглом «Girls Girls Girls» и мини-альбомом Got It?. В том же году он появился в шоу «Сосед по комнате», вследствие чего его популярность в Корее значительно возросла, и он получил награду новичка на SBS Entertainment Awards.

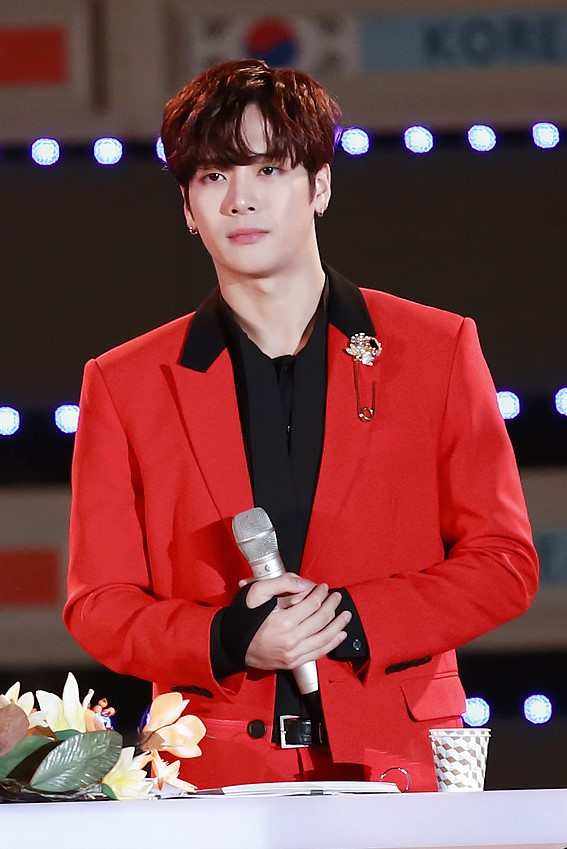

В мае 2015 года Джексон стал ведущим музыкального шоу Inkigayo вместо ушедшего Кванхи (ZE:A). В декабре того же года состоялся его дебют на китайском телевидении.
В марте 2016 года он был назначен ведущим шоу Fresh Sunday на Hunan TV. 29 апреля представил песни собственного сочинения «I Love It» и «WOLO (We Only Live Once)» вместе с одногруппниками Бэмбэмом и Югёмом.

## Сольный дебют
26 июня 2017 года Джексон основал свою собственную студию под названием Team Wang (официально студия зарегистрирована под названием «Культурно-Музыкальная студия Ван Цзя Эра» с филиалами в Шанхае и в Гонконге).
Спустя два месяца, после основания собственной студии, Ван Цзя Эр дебютировал с сольным синглом «Papillon».
За «Papillon» последовали такие сольные синглы, как «Okay» и «Dawn of Us» и множество песен в коллаборациях с известными китайскими и американскими музыкантами.
6 ноября 2018 года Джексон выпустил клип на песню «Different Game» совместно с американским исполнителем Gucci Mane.
13 января 2019 года был выпущен сингл «Red» в коллаборации с китайским рэпером ICE.
12 апреля 2019 года выпустил клип на песню «Oxygen».
25 октября 2019 года выпустил свой дебютный сольный альбом «MIRRORS».

## Дискография

### Синглы и коллаборации
| Год  | Название                                 | Артист                      | Пиковая позиция в чартах | Альбом                                      |
| Год  | Название                                 | Артист                      | KOR, CHN, Billboard      | Альбом                                      |
| ---- | ---------------------------------------- | --------------------------- | ------------------------ | ------------------------------------------- |
| 2014 | «Frozen in Time (멈춰버린 시간)»         | Сонми совместно с Джексоном | 100                      | Full Moon                                   |
| 2014 | «Stress Come On! (스트레스 컴온!)»       | Big Byung                   | —                        | Цифровой сингл                              |
| 2015 | «Ojingeo Doenjang (오징어 된장)»         | Big Byung                   | —                        | Цифровой сингл                              |
| 2016 | «Fresh Sunday Theme Song (透鲜滴星期天)» | Совместно с Хи Джоном       | —                        | —                                           |
| 2016 | «Go Fridge Season 2 Theme Song (拜托了)» | С кастом «Go Fridge»        | —                        | —                                           |
| 2017 | «Generation2»                            | Pepsi                       | —                        | —                                           |
| 2017 | «(V)ision»                               | Vivo                        | —                        | —                                           |
| 2017 | «Papillon»                               | —                           | 1                        | —                                           |
| 2017 | «OKAY»                                   | —                           | 1                        | —                                           |
| 2017 | «MOOD»                                   | Meng Jia                    | 1                        | —                                           |
| 2018 | «X»                                      | Snow Beer superX            | —                        | —                                           |
| 2018 | «Dawn of Us»                             | —                           | 1                        | —                                           |
| 2018 | «Made It»                                | —                           | —                        | Present: You                                |
| 2018 | «Fendiman»                               | —                           | 1                        | —                                           |
| 2018 | «Lucky Rain»                             | Tia Ray                     | —                        | TIARA                                       |
| 2018 | «Creo en mi»                             | Sammi Cheng                 | 1                        | Believe In Mi                               |
| 2018 | «Bruce Lee»                              | Al Rocco                    |                          | —                                           |
| 2018 | «Different Game»                         | Gucci Mane                  | Billboard Social 50 #33  | —                                           |
| 2018 | «Hello»                                  | Fei                         | 86                       |                                             |
| 2018 | «Can’t Breathe»                          | Eddied Supa                 | —                        | B2 Music & Vibe Presents: Urban Asia Vol. 1 |
| 2018 | «OMW»                                    | Mark Tuan                   | —                        | Present: You                                |
| 2019 | «Red»                                    | ICE                         | 66                       | —                                           |
| 2019 | «MK Circus»                              | Dough-Boy                   | 41                       | —                                           |
| 2019 | «Abbys» (深渊)                           | Nicholas Tse                | 32                       | —                                           |
| 2019 | «Shaping»(塑造)                          | Nicholas Tse                | 28                       | —                                           |
| 2019 | «Oxygen»                                 | —                           | Billboard China #4       | —                                           |
| 2019 | «Rumble»                                 | GoldLink, Lil Nei           | —                        | DIASPORA                                    |
| 2019 | «Another»                                | Qin Fen                     | —                        | —                                           |

## Видеография

### Камео
| Год  | Исполнитель | Название         |
| ---- | ----------- | ---------------- |
| 2015 | Amber       | Shake That Brass |
| 2016 | The Unnies  | Shut Up          |

## Награды и номинации
| Год  | Церемония                      | Номинация                                      | Что номинировано | Результат |
| ---- | ------------------------------ | ---------------------------------------------- | ---------------- | --------- |
| 2014 | SBS Entertainment Awards       | Best Male Rookie Award — Variety               | Сосед по комнате | Победа    |
| 2016 | Top Chinese Music Awards       | Самая любимая развлекательная пара с Хи Джоном | Go Fridge        | Победа    |
| 2016 | Tencent Video Star Awards      | Annual Variety Star Award                      | Go Fridge        | Победа    |
| 2016 | MBC Entertainment Awards       | Rookie Award in Variety Show                   | Real Men         | Номинация |
| 2016 | I-Magazine Fashion Face Awards | Asian Male                                     | н/д              | Номинация |
| 2016 | Weekly Idol Awards             | Идеальное совпадение с Чжинёном                | н/д              | Победа    |
| 2017 | 2016 Sina Weibo Night Awards   | Популярный артист года                         | н/д              | Победа    |
| 2017 | 2016 Tencent Star Awards       | Star Variety                                   | Go Fridge        | Победа    |
| 2018 | Teen Choice Award              | Choice Next Big Thing                          | н/д              | Победа    |
| 2018 | BreakTudo Awards               | K-Pop Male Artist                              | н/д              | Победа    |
| 2019 | 2018 Sina Weibo Night Awards   | Weibo Original Musician of the Year            | н/д              | Победа    |